# North Sea Jazz Festival
North Sea Jazz Festival är en årlig musikfestival i Nederländerna. Den räknas som en av jazzens viktigaste. Festivalen startade 1976 i Haag, men har sedan 2006 hållits i Rotterdam. Redan första året samlades storheter som Sarah Vaughan, Count Basie, Dizzy Gillespie och Stan Getz.

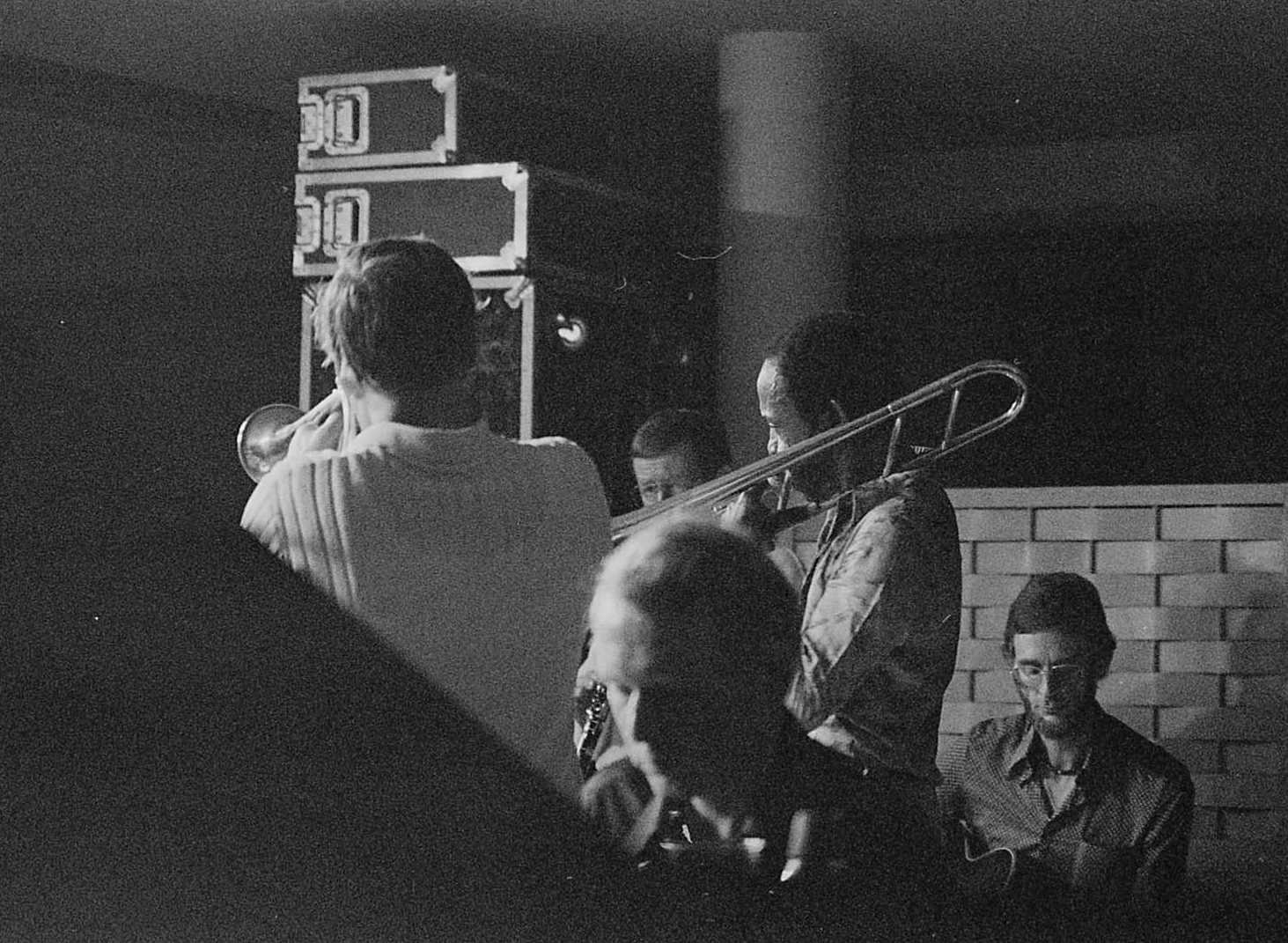
Gene Conners (70s)
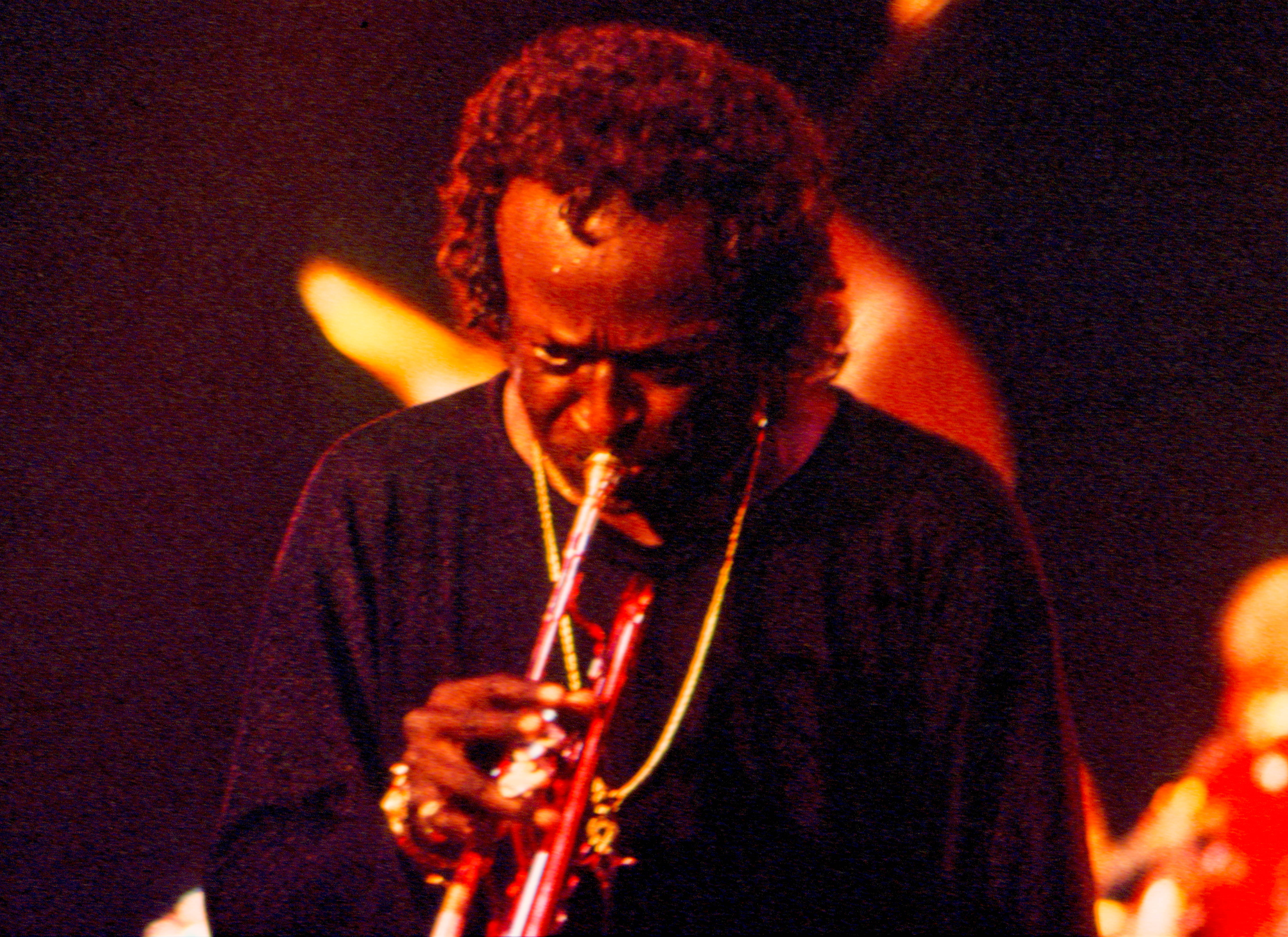
Miles Davis (North Sea Jazz 1991)
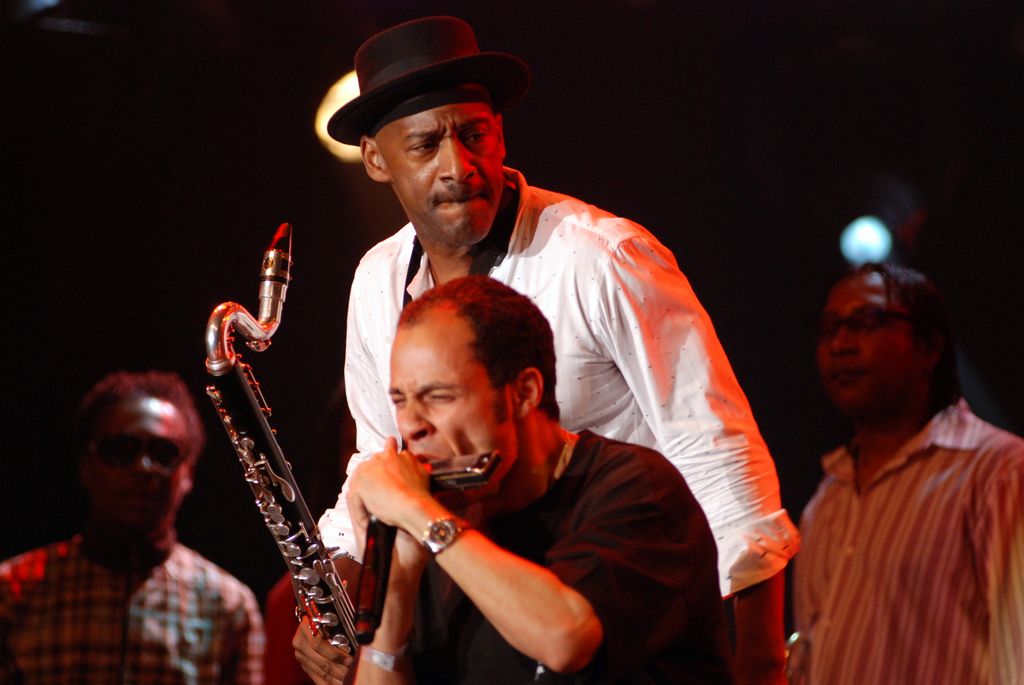
Marcus Miller & Gregoire Maret (North Sea Jazz 2007)
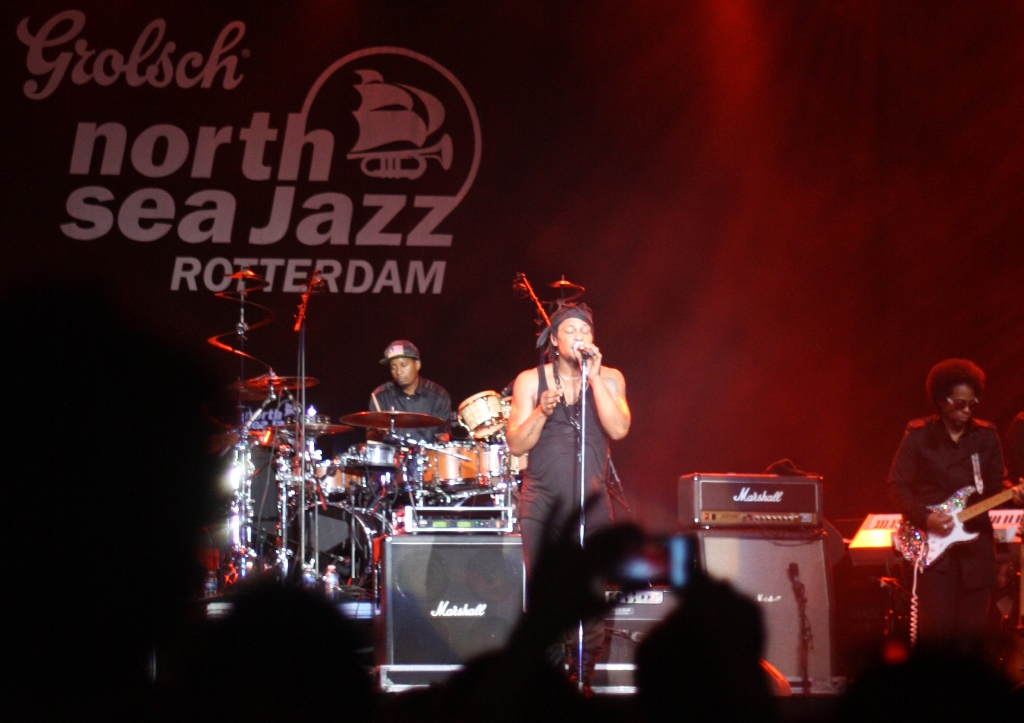
D'Angelo (North Sea Jazz 2012)
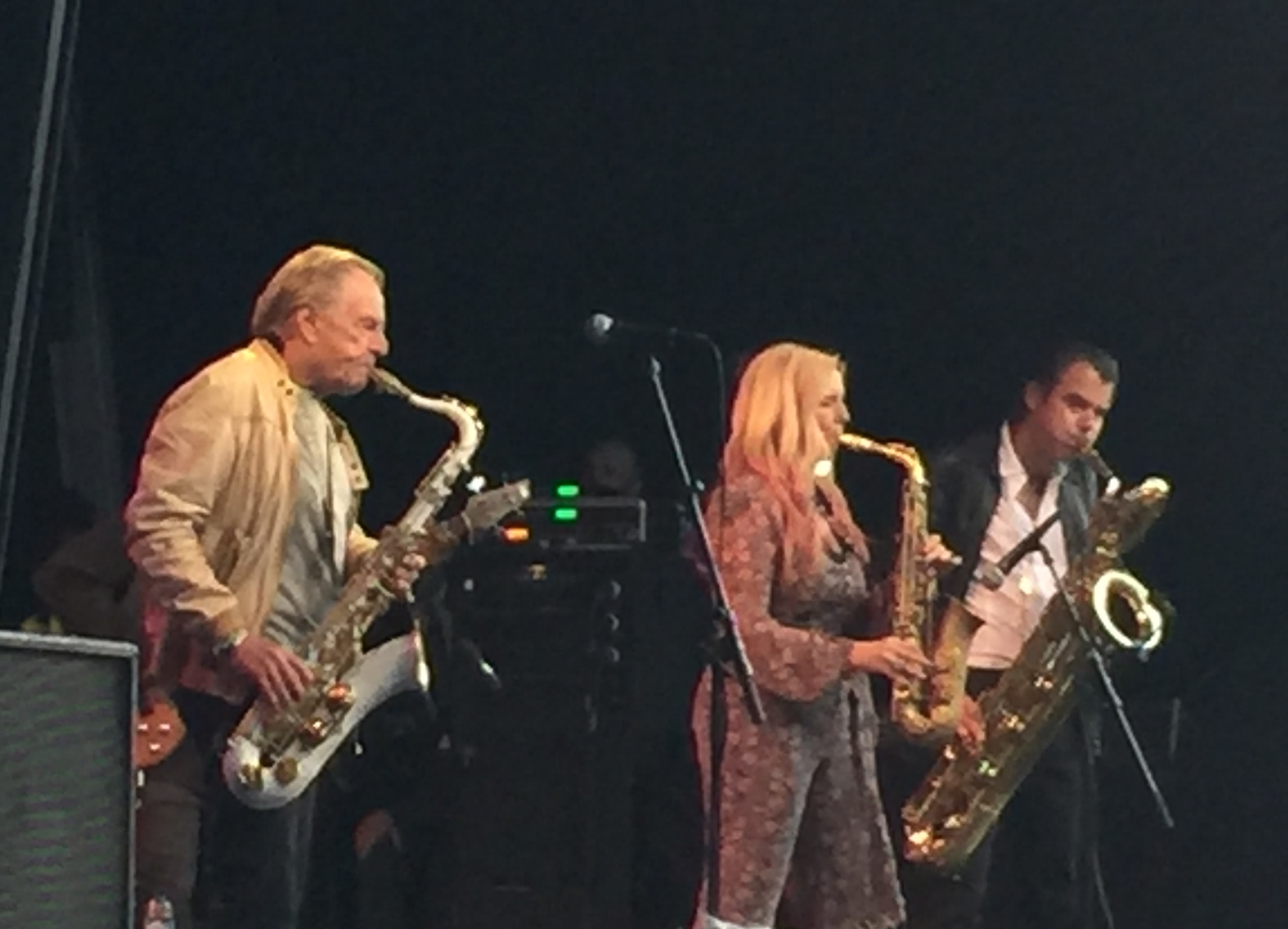
Hans & Candy Dulfer, Koen Schouten (North Sea Jazz 2022)